# Ryūgasaki
Ryūgasaki (龍ヶ崎市, Ryūgasaki-shi) est une ville située dans la préfecture d'Ibaraki, sur l'île de Honshū, au Japon.

## Géographie

### Situation
Ryūgasaki est située dans le sud de la préfecture d'Ibaraki.

### Démographie
En janvier 2021, la population de Ryūgasaki était de 76 590 habitants répartis sur une superficie de 78,55 km2.

### Hydrographie
Ryūgasaki est bordée par la rivière Kokai à l'ouest.

## Histoire
Le bourg moderne de Ryūgasaki a été fondé le 1er avril 1889. Il obtient le statut de ville le 20 mars 1954.

## Transports
Ryūgasaki est desservie par la ligne Jōban de compagnie JR East et la ligne Ryūgasaki de la Kantō Railway. La gare de Ryūgasakishi est la principale gare de la ville.

## Personnalités liées à la ville
- Isao Okano (né en 1944), judoka
- Kisenosato Yutaka (né en 1986), sumotori
- Akiyo Noguchi (née en 1989), grimpeuse